# پیل (استرالیای غربی)

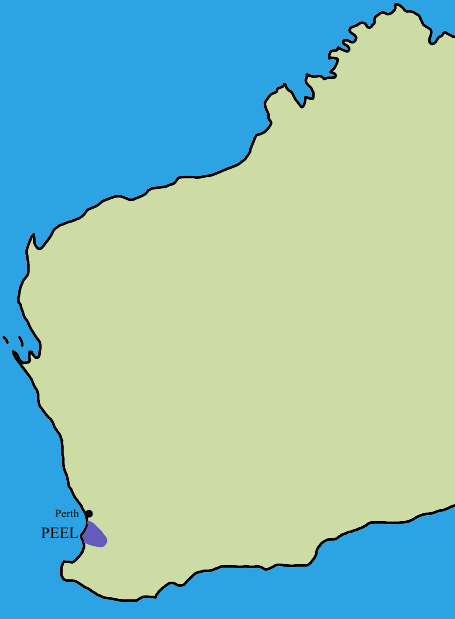
موقعیت ناحیه پیل

پیل (به انگلیسی: Peel) یکی از نه ناحیه ایالت استرالیای غربی در کشور استرالیاست. این ناحیه در ساحل غربی و در ۷۵ کیلومتری جنوب پرت مرکز این ایالت واقع شده‌است.
مساحت این ناحیه ۶٫۶۴۸ کیلومتر مربع و جمعیت آن در حدود ۸۸٫۰۰۰ نفر می‌باشد و دو سوم جمعیت این ناحیه در ماندورا زندگی می‌کنند. این منطقه دارای ذخایر عظیم بوکسیت می‌باشد که استخراج آن، عمده اشتغال ااهالی منطقه را فراهم کرده‌است. استخراج طلا و آلومینیوم و همچنین کشاورزی، دیگر مشاغل ساکنان را به ترتیب اهمیت تشکیل می‌دهد. پیش از استقرار مهاجران اروپایی در سال ۱۸۲۹، بومیان استرالیا در این منطقه ساکن بودند. نام این منطقه از نام توماس پیل اخذ شده که نخستین کلونی این منطقه را در جوار رودخانه قو بنا کند.